# Nops simla
Nops simla är en spindelart som beskrevs av Arthur M. Chickering 1967. Nops simla ingår i släktet Nops och familjen Caponiidae. Inga underarter finns listade i Catalogue of Life.